# 上手く言えない/愛のため今日まで進化してきた人間 愛のためすべて退化してきた人間/忘れてあげる
「上手く言えない/愛のため今日まで進化してきた人間 愛のためすべて退化してきた人間/忘れてあげる」（うまくいえない/あいのためきょうまでしんかしてきたにんげん あいのためすべてたいかしてきたにんげん/わすれてあげる）は、2016年10月19日にアップフロントワークス（hachamaレーベル）から発売されたアンジュルムの5枚目のシングル。

## リリース
当CDはアンジュルム5枚目となるシングルで、トリプルA面シングルとしてリリースされた。5期メンバーの笠原桃奈の加入後初めてのシングルになる。また、次作より活動休止のため以後卒業まで不参加となった3期メンバーの相川茉穂にとっては実質ラスト参加シングルになる。
初回生産限定盤A・B・C、通常盤A・B・Cの6形態での発売。初回生産限定盤はCD+DVD、通常盤はCDのみの商品構成。初回生産限定盤のみ、イベント抽選シリアルナンバーカードが封入されている。通常盤の初回仕様のみ、トレカサイズ生写真ソロ9種+集合1種よりランダムにて1枚封入（通常盤Aは「上手く言えない」Ver.、通常盤Bは「愛のため今日まで進化してきた人間 愛のためすべて退化してきた人間」Ver.、通常盤Cは「忘れてあげる」Ver.）。

## 構成
上手く言えない
中島卓偉による楽曲提供。
E. Guitar：朝井泰生、AKIRA、Other Instruments & Programming：AKIRA、Chorus：中島卓偉、Angerme
愛のため今日まで進化してきた人間 愛のためすべて退化してきた人間
「次々続々」に引き続き、児玉雨子による作詞。
ロボット感を意識して歌唱されており、振り付けもロボットダンスを意識したものとなっている。
All Instruments&Programming：炭竃智弘、Chorus：Taisei、Angerme
忘れてあげる
アンジュルムとしては初となるシンガーソングライターの近藤薫からの楽曲提供。
和田彩花曰く「大人っぽい失恋ソング。曲調は異国風な感じ」。
Violin：武内いづみ、Other Instruments & Programming：浜田ピエール裕介、Chorus：近藤薫、Angerme

## 収録曲
| #  | タイトル                                                                          | 作詞     | 作曲     | 編曲             | 時間 |
| -- | --------------------------------------------------------------------------------- | -------- | -------- | ---------------- | ---- |
| 1. | 「上手く言えない」                                                                | 中島卓偉 | 中島卓偉 | AKIRA            | 3:40 |
| 2. | 「愛のため今日まで進化してきた人間 愛のためすべて退化してきた人間」               | 児玉雨子 | 炭竃智弘 | 炭竃智弘         | 4:42 |
| 3. | 「忘れてあげる」                                                                  | 近藤薫   | 近藤薫   | 浜田ピエール裕介 | 4:46 |
| 4. | 「上手く言えない」(Instrumental)                                                  |          |          |                  | 3:40 |
| 5. | 「愛のため今日まで進化してきた人間 愛のためすべて退化してきた人間」(Instrumental) |          |          |                  | 4:42 |
| 6. | 「忘れてあげる」(Instrumental)                                                    |          |          |                  | 4:46 |

| #  | タイトル                        | 作詞 | 作曲・編曲 | 時間 |
| -- | ------------------------------- | ---- | ---------- | ---- |
| 1. | 「上手く言えない」(Music Video) |      |            | 6:07 |

| #  | タイトル                                                                         | 作詞 | 作曲・編曲 | 時間 |
| -- | -------------------------------------------------------------------------------- | ---- | ---------- | ---- |
| 1. | 「愛のため今日まで進化してきた人間 愛のためすべて退化してきた人間」(Music Video) |      |            | 6:07 |

| #  | タイトル                      | 作詞 | 作曲・編曲 | 時間 |
| -- | ----------------------------- | ---- | ---------- | ---- |
| 1. | 「忘れてあげる」(Music Video) |      |            | 5:43 |

## リリース日一覧
| 地域 | リリース日     | レーベル               | 規格                 | カタログ番号                       |
| ---- | -------------- | ---------------------- | -------------------- | ---------------------------------- |
| 日本 | 2016年10月19日 | hachama/UP-FRONT WORKS | CDマキシシングル+DVD | HKCN-50501〜2（初回生産限定盤A）   |
| 日本 | 2016年10月19日 | hachama/UP-FRONT WORKS | CDマキシシングル+DVD | HKCN-50503〜4（初回生産限定盤B）   |
| 日本 | 2016年10月19日 | hachama/UP-FRONT WORKS | CDマキシシングル+DVD | HKCN-50505〜6（初回生産限定盤C）   |
| 日本 | 2016年10月19日 | hachama/UP-FRONT WORKS | CDマキシシングル     | HKCN-50507（通常盤A）              |
| 日本 | 2016年10月19日 | hachama/UP-FRONT WORKS | CDマキシシングル     | HKCN-50508（通常盤B）              |
| 日本 | 2016年10月19日 | hachama/UP-FRONT WORKS | CDマキシシングル     | HKCN-50509（通常盤C）              |
| 日本 | 2016年10月19日 | hachama/UP-FRONT WORKS | ダウンロードシングル | HKCN-50507（LC-AAC）               |
| 日本 | 2016年10月19日 | hachama/UP-FRONT WORKS | ダウンロードシングル | HKCN-50507-HR（FLAC・96kHz/24bit） |

## 参加メンバー
- 1期：和田彩花
- 2期：中西香菜、竹内朱莉、勝田里奈
- 3期：室田瑞希、相川茉穂、佐々木莉佳子
- 4期：上國料萌衣
- 5期：笠原桃奈